# Champlan
Champlan är en kommun i departementet Essonne i regionen Île-de-France i norra Frankrike. Kommunen ligger i kantonen Villebon-sur-Yvette som tillhör arrondissementet Palaiseau. År 2022 hade Champlan 2 606 invånare.

## Befolkningsutveckling
Antalet invånare i kommunen Champlan
| Referens: INSEE |